# Svarteborg-Bärfendals församling
Svarteborg-Bärfendals församling var en församling i Munkedals pastorat i Norra Bohusläns kontrakt i Göteborgs stift. Församlingen låg i Munkedals kommun i Västra Götalands län. Församlingen uppgick 2022 i Munkedals församling.

## Administrativ historik
Församlingen bildades 2010 genom sammanläggning av Svarteborgs församling och Bärfendals församling och utgjorde från bildandet till 2013 ett eget pastorat. Från 2013 till 2022 ingick församlingen i Munkedals pastorat. Församlingen uppgick 2022 i Munkedals församling.

## Kyrkobyggnader
- Svarteborgs kyrka
- Bärfendals kyrka

### Fotnoter
1. ↑  Stift, kontrakt och pastorat i nummerordning med ingående församlingar 2020-01-01, SCB, läs online.[källa från Wikidata]
2. 1 2  Medlemmar i Svenska kyrkan i förhållande till folkmängd den 31.12.2019 per församling, kommun och län samt riket, Svenska kyrkan, läs online.[källa från Wikidata]
3. ↑  ”Församlingar”. Statistiska centralbyrån. https://www.scb.se/hitta-statistik/regional-statistik-och-kartor/regionala-indelningar/forsamlingar/. Läst 30 december 2022.
4. ↑  ”Kyrkliga indelningar”. Statistiska centralbyrån. https://www.scb.se/hitta-statistik/regional-statistik-och-kartor/regionala-indelningar/kyrkliga-indelningar/. Läst 31 december 2022.
5. ↑  ”Församlingar”. Statistiska centralbyrån. https://www.scb.se/hitta-statistik/regional-statistik-och-kartor/regionala-indelningar/forsamlingar/. Läst 30 december 2022.